# Tom Coronel
Pour les articles homonymes, voir Coronel.
Tom Romeo Coronel, né le 5 avril 1972 à Naarden (Pays-Bas), est un pilote de course automobile néerlandais. Il a un frère jumeau, Tim, lui aussi pilote automobile, comme leur père, Tom Coronel Sr. Ses résultats les plus importants sont les Masters de Formule 3 en 1997, le championnat de Formula Nippon en 1999 et de 2006 à 2009 le championnat du monde indépendant de WTCC.
En 2021, il court au championnat WTCR et conjointement en TCR Europe (en) au volant d’une Audi R3 LMS du team Belge Comtoyou Racing. Tom Coronel roule également pour Spyker Squadron au Le Mans Series ainsi qu'aux 24 Heures du Mans.

## Biographie

### Premières années
Il commence sa carrière de pilote en 1990 dans le championnat néerlandais de Citroen AX, après avoir été nommé le pilote le plus talentueux de l'école de pilotage local. Après une année d'apprentissage, il commence à remporter un grand succès en 1991. Avec quatre victoires et 105 points, il remporte le titre et une course internationale Citroën AX à Barcelone. En 1992, il gravit les échelons des disciplines et arrive en championnat néerlandais des voitures de tourisme au volant d'une BMW 320i. Il est couronné champion cette même année, en battant son frère aîné et coéquipier Raymond Coronel. Il commence aussi le championnat néerlandais de Formule Ford, avec l'équipe Fresh. À la fin de 1992, il décide de concentrer son attention sur les courses de monoplace.
Il reste avec l'équipe fresh en 1993 et devient un concurrent sérieux. Victorieux en trois courses, il remporte le championnat néerlandais Formule Ford cette année-là. Aussi, il arrive deuxième dans le Championnat du Benelux, derrière le pilote belge Geoffroy Horion (qui avait perdu le championnat néerlandais en faveur de Coronel). Sa participation à quelques courses de Formule Ford Allemagne entraîne là aussi une poignée de podiums. Toujours en 1993, il termine neuvième du Formula Ford Festival.

### Formules Européennes
En 1994, Coronel fait ses débuts dans l’Euroseries Formule Opel Lotus, dans l'équipe Van Amersfoort Racing. Avec huit poles positions et deux victoires, c'est un succès, mais perd le championnat en faveur de Marco Campos. Il remporte la Coupe des Nations pour les Pays-Bas avec Crevels Donny et est élu pilote néerlandais de l'année. Cette performance lui permet de récolter les fonds nécessaires pour partir l'année suivante en Formule 3 Allemagne.
L'année suivante, il roule pour l'équipe WTS (qui avait rendu champions Michael Schumacher et Jos Verstappen dans le passé), où il aura comme coéquipier Ralf Schumacher. L'équipe utilise un châssis Dallara, propulsé par des moteurs Opel. Il marque 74 points en 16 courses et termine septième du championnat. Il n'a pas de bons résultats dans le Championnat, il abandonne à Macao et à Monaco et n'obtient qu'une cinquième places dans le Masters de Formule 3 à Zandvoort.

### Passage à l'Extrême-Orient
Coronel décide de chercher le succès loin de chez lui, il s'inscrit donc au championnat de Formule 3 japonais avec l'équipe TOM'S pour l'année 1996. Il marque sa première victoire sur le circuit de Sugo, ainsi que cinq deuxièmes places qui lui valent la troisième place du championnat. Aussi, il termina en deuxième position avec l'équipe italienne Prema Power à la course annuelle de Formule 3 à Monaco.
Il reste avec l'équipe Tom's pour la saison suivante, l'équipe fabrique leur propre châssis plus compétitif que les Dallaras et utilise un moteur Toyota. Coronel domine le championnat, remportant six des sept premières courses, ce qu'il lui permet d'avoir une avance plus que confortable pouvant même se permettre de ne pas finir les deux dernières courses de la saison. Au début de l'année, il avait perdu sa position de leader lors de la course Monaco, mais avait gagné pour son public à Zandvoort. Parti de la quatrième position, il se faufila jusqu'en tête pour ne plus la lâcher jusqu'à l'arrivée, devenant le premier Hollandais à remporter l'événement et le second Néerlandais après Verstappen.

### Formula Nippon
Il est temps pour Coronel pour monter de catégories. En 1998, il reste en compétition au Japon à la fois dans le championnat de Formula Nippon et de GT japonais, pour l'équipe Nakajima Racing propriété de l'ancien pilote de Formule 1 Satoru Nakajima.
Conduite avec un châssis Reynard et un moteur Toyota, son premier Championnat de Formula Nippon doit être une année d'apprentissage. Coronel connu une saison relativement pauvre, en raison de la malchance et l'équipe n'ayant jamais travaillé avec un pilote non-Japonais. Cependant, cella se passa mieux dans le championnat GT. Il partage une Honda NSX avec le pilote japonais Koji Yamanishi, le titre est en vue jusqu'à la dernière course. Mais finalement, il termine deuxième lorsque la voiture tombe en panne dans le tour de formation de la dernière course.
Aucun changement dans le programme de Coronel est en vue pour l'année 1999. En Formula Nippon, il s'avère être un sérieux prétendant au titre de champion. Au début, son principal rival Satoshi Motoyama, champion en titre, prend un léger avantage sur Coronel. Mais durant l'année, sa persévérance lui permet de revenir à l'avant du championnat. Gagnant sa première course au Fuji Speedway, il domine Motoyama avec quatre points d'avance dans la dernière course au circuit de Suzuka. Après un départ côte à côte Coronel et Motoyama s'écrasent l'un dans l'autre dans le premier virage de la course. Comme il n'y avait pas d'autres concurrents pour le titre, c'est Coronel qui devient champion. Mais sa saison en GT n'est pas aussi réussie et n'a aucune chance d'être champion. Cette même année, Tom fait ses débuts aux 24 Heures du Mans avec l'équipe Racing for Holland. Il s'allie avec Jan Lammers et Peter Kox, l'équipe tenus face aux équipes d'usine, mais l'équipe doit s'arrêter après 213 tours en raison de défaillances techniques.

### Test en Formule 1
Après ses succès japonais, Coronel a acquis une certaine notoriété et il décide de concentrer son énergie sur la recherche d'une place en Formula 1. Afin de financer ses ambitions de Formule 1, un plan d'investissement est lancé. Les gens peuvent investir dans Coronel en achetant des parts dans une association nommée Hollandais Racing BV. Et lorsque Coronel atteint avec succès la Formule 1, les investisseurs sont remboursés. Finalement, le plan échoue parce que certains investisseurs ne respectent pas les accords. Coronel est testé une fois par l'équipe Arrows, mais il perd la place en faveur de Jos Verstappen et Pedro de la Rosa. Comme Coronel porte toute son attention sur la Formule 1, il se trouve sans volant pour le début de la saison 2000. Il conduit au 24 Heures du Mans pour la seconde fois avec l'équipe Racing for Holland et participe à certaines manches du championnat FIA GT avec Mike Hezemans ; il remporte les 500 kilomètres de l'A1-Ring.

### Retour à la compétition
Avec le peu de distance de course couvertes l'an dernier, Coronel souhaite courir une saison complète en 2001. Il signe donc avec l'équipe BMW pour le Championnat néerlandais de voitures de tourisme. Juste au début de la saison, il est contacté par Lister pour participer au championnat FIA GT. Il remporte la manche des 500 kilomètres de Magny-Cours. Coronel accepte, mais doit rater quelques courses car il a déjà signé chez BMW. Il gagne des courses dans les deux championnats cette année. Aussi, il participe avec l'équipe de Stefan Johansson au Mans, mais Johansson doit abandonner dès la première partie de course.
En 2002, Coronel arrive dans le Championnat européen des voitures de tourisme (ETCC) en 2002, il participe avec l'équipe Motors Carly aux côtés de Peter Kox et Gianni Morbidelli. Ils ne parviennent pas à suivre les équipes d'usines, mais Coronel récolte quand même trois podiums. En 2003, il reste avec Carly Motors, mais a toujours le châssis de 2002 pour tout le début de la saison et éprouve des difficultés à suivre le rythme. Avec l'équipier Duncan Huisman, ils remportent néanmoins le trophée des indépendants. Il fait également un retour d'un an en GT japonaise, remportant une course dans la dépassée Honda NSX. La saison 2004 en ETCC est très similaire pour lui, bien qu'il ait Paulien Zwart, en tant que nouvelle équipière. Ils remportent le trophée des indépendants pour la deuxième année consécutive et Coronel remporte le titre des pilotes indépendants. Il termina pour la première fois les 24 Heures du mans avec l'équipe Racing for Holland en 2002, terminant huitième au classement général. En 2003, il pilote une Spyker C8. De retour en 2004 avec Racing for Holland, il forme avec Justin Wilson et Ralph Firman une équipe à ne pas sous-estimer. Cependant, ils ne réussissent pas à terminer la course. Des rumeurs dénoncent un contrat de troisième pilote avec Minardi, mais se ne fut jamais le cas.

### WTCC

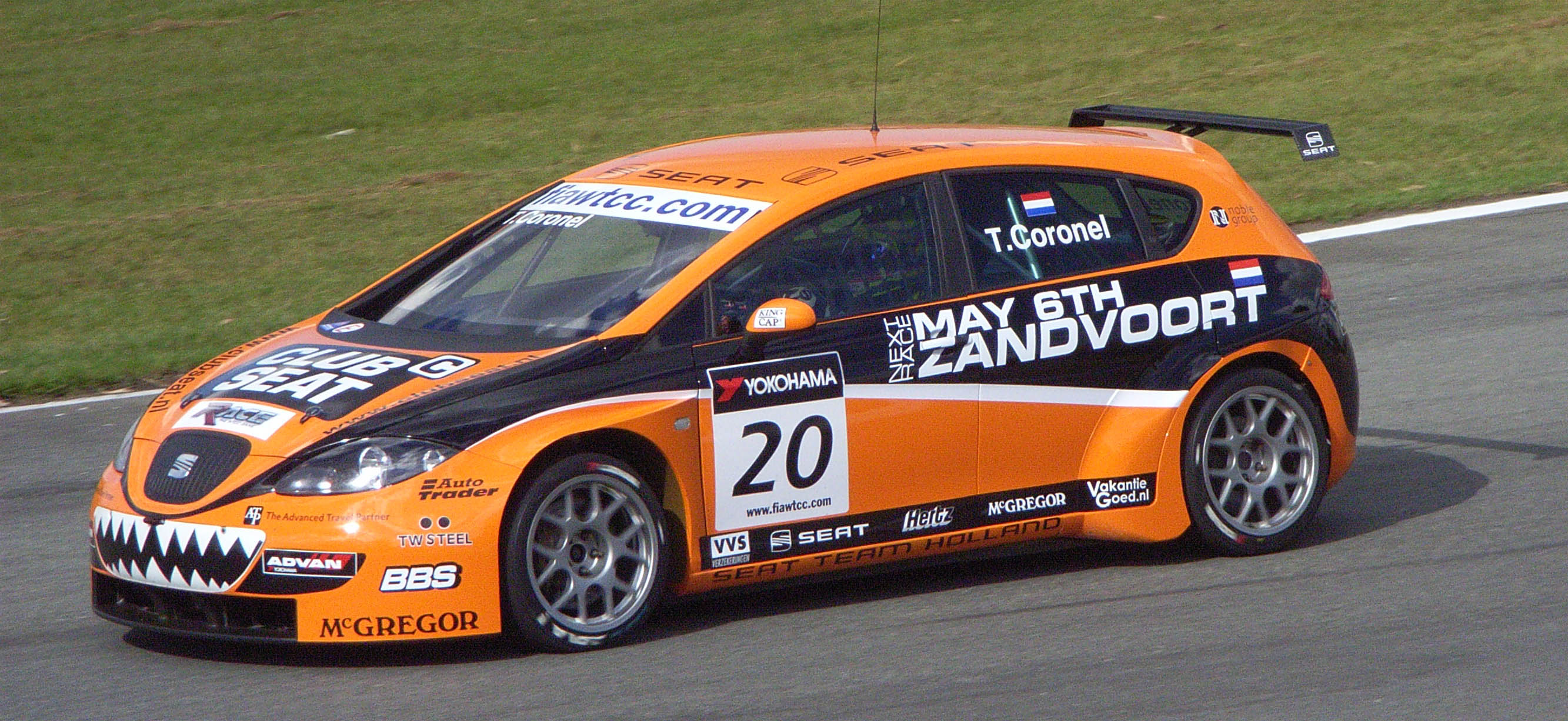
Tom Coronel au volant de la Seat Leon à Curitiba, en 2007.

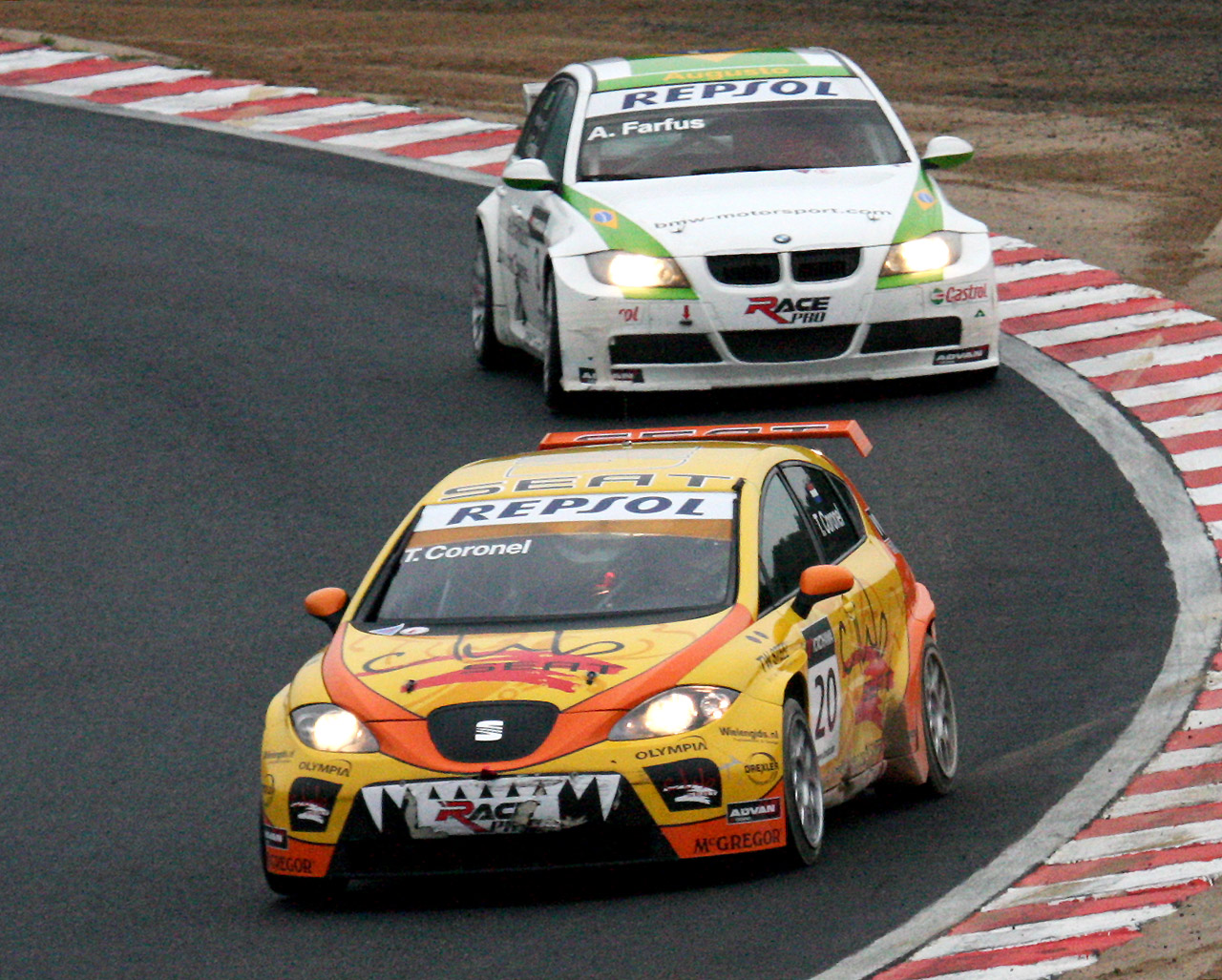
Coronel roule avec la SEAT León TFSI dans la 2e manche de la course du Japon en 2008 à Okayama. Il maintient son avance face à Augusto Farfus et gagne sa 1ère course WTCC.

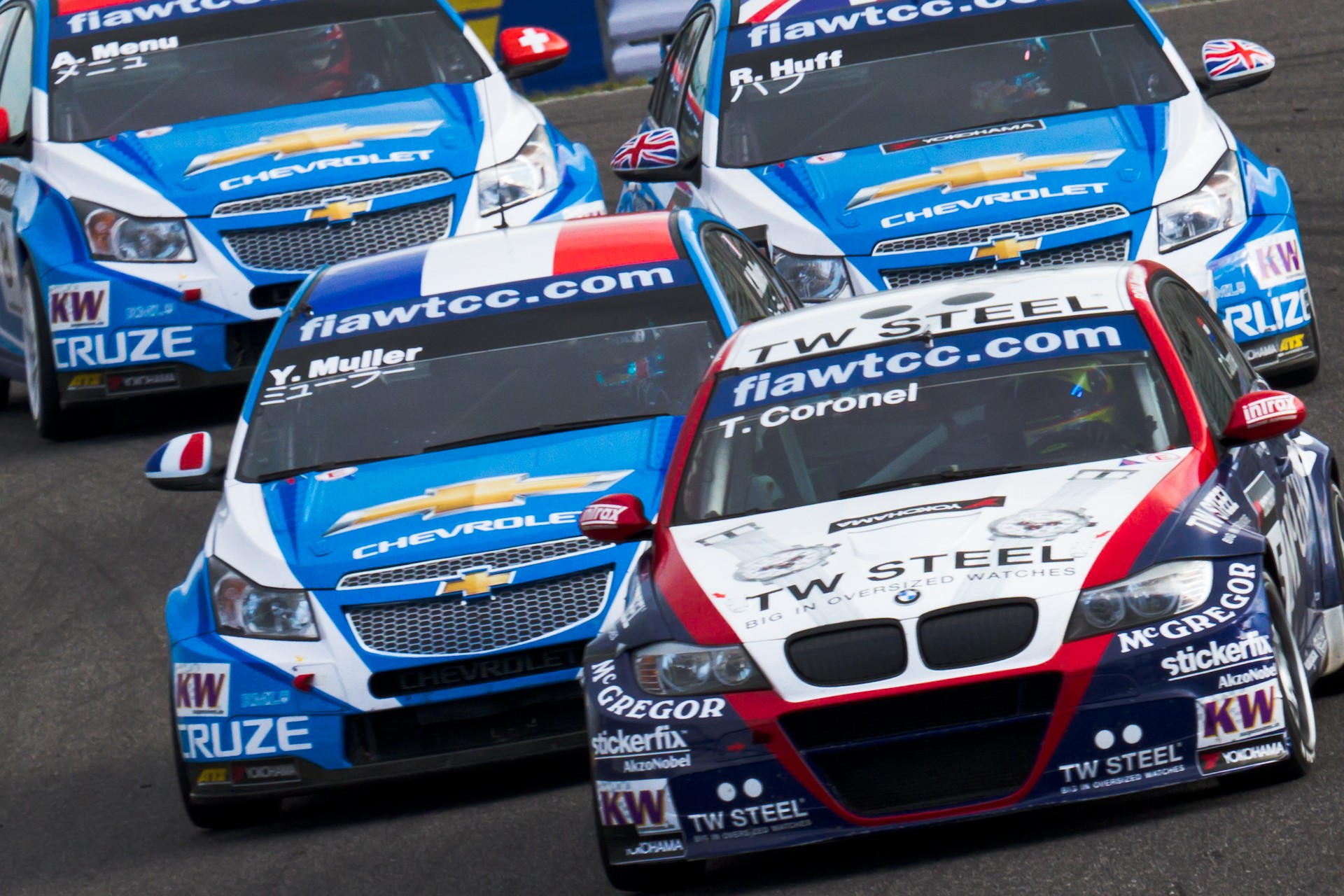
Tom Coronel à la WTCC Race of Japan en 2011.

En 2005, l'ETCC change de format pour devenir un Championnat du Monde et Coronel obtient des propositions d'équipes. Il quitte Carly Motors pour rejoindre l'équipe GR Asia, qui utilise une Seat Toledo. Coronel connait une bonne année dans laquelle il manque de peu le trophée des Indépendants dans la dernière course. Tout va pour le mieux en 2006, avec la nouvelle Seat León, il décroche le titre des Indépendants, son deuxième en trois saisons. Il poursuit sa participation avec l'équipe GR Asia en 2007, avec bien moins de succès. Pour la phase finale de l'édition 2007 du BTCC à Thruxton, il court pour Seat Sport UK pour les aider à remporter le championnat constructeur et le championnat des pilotes pour Jason Plato. En 2005 et l'année suivante, il conduit aux 24 Heures du Mans pour Spyker, mais ne finit pas dans les deux tentatives.
En 2008, Coronel continue en WTCC mais change d'équipe pour arriver chez Sunred dans un autre Seat León. Il obtint son premier podium à Oschersleben et reste l'un des pilotes les plus populaires de WTCC. Le magazine Autosport a voté pour lui comme étant l'un des dix meilleurs pilotes WTCC. Dans la deuxième manches de la course du Japon à Okayama, un pilotage absolument magnifique amène sa première victoire en WTCC.
En 2009, il gagne encore une fois le trophée des Indépendants avec l'équipe Sunred. En 2010, il est au volant d'une Seat León turbo diesel pour la nouvelle équipe SR-Sport semi-officielle, qui est gérée par Sunred.

### Rallye Dakar
Tom et son frère jumeau Tim participe au Rallye Dakar édition 2009 en Argentine et au Chili (Buenos Aires-Valparaíso-Buenos Aires). C'est la première édition du Dakar pour Tom, tandis que le frère Tim a déjà participé au Rallye Dakar 2007 et s'est aligné pour l'année suivante qui est annulée au dernier moment. Les deux frères pilotent une Bowler Nemesis (en) pour l'équipe dakarsport.com et arrivent à Buenos Aires en 70e position du classement général après 6 000 km de course.

## Autres activités
La famille Coronel possède deux pistes de kart indoor à Huizen et à Enschede. Tom coanime une émission automobile avec Tim. Il est une invité régulier sur le plateau de formule 1 néerlandais diffusé sur RTL.
Coronel est marié à la pilote de course Paulien Zwart. En 2004, ils sont coéquipiers chez Carly Motors en ETCC. Paulien est la fille du pilote Klaas Zwart, ayant effectué des courses avec l'écurie Carly Motors en 2004.

## Carrière
- 1990 : Coupe de Citroën AX hollandais ;
- 1991 : Coupe de Citroën AX hollandais,  champion ;

- 1992 :
  - Championnat néerlandais de voiture de tourisme,  champion ;
  - Championnat néerlandais de Formule Ford.

- 1993 :
  - Championnat néerlandais de Formule Ford,  champion ;
  - Championnat allemand de Formule Ford, 9e position.

- 1994 :
  - Championnat italien de Supertourisme ;
  - Formule Opel Euroseries,  position.

- 1995 : Championnat d'Allemagne de Formule 3, 7e position ;
- 1996 : Championnat du Japon de Formule 3,  position ;

- 1997 :
  - Championnat du Japon de Formule 3,  champion ;
  - Marlboro Masters,  vainqueur.

- 1998 :
  - Formula Nippon, 11e position ;
  - Super GT,  position.

- 1999 :
  - Formula Nippon,  champion ;
  - Super GT All Star race,  vainqueur.

- 2000 : FIA GT, 9e position.

- 2001 :
  - FIA GT, 8e position ;
  - Championnat néerlandais de voiture de tourisme, 5e position.

- 2002 : ETCC, 10e position ;
- 2003 : ETCC, 7e position ;
- 2004 : ETCC,  champion dans la catégorie des Indépendants ;
- 2005 : WTCC, 14e position (5e position des indépendants) ;
- 2006 : WTCC, 17e position et champion des indépendants ;
- 2007 : WTCC, 13e position ;
- 2008 : WTCC, 13e position (1 victoire) ;
- 2009 : WTCC, 14e position et champion des indépendants.

## Résultats aux 24 heures du Mans
| Année | Voiture                    | Équipe                 | Équipiers                            | Résultat        |
| ----- | -------------------------- | ---------------------- | ------------------------------------ | --------------- |
| 1999  | Lola B98/10                | Konrad Motorsport      | Jan Lammers / Peter Kox              | Abandon         |
| 2000  | Lola B2K/10                | Konrad Motorsport      | Jan Lammers / Peter Kox              | Abandon         |
| 2001  | Audi R8                    | Johansson Motorsport   | Stefan Johansson / Patrick Lemarié   | Abandon         |
| 2002  | Dome S101                  | Racing for Holland     | Jan Lammers / Val Hillebrand         | 8e              |
| 2003  | Spyker C8 Double-12R       | ST Team Orange Spyker  | Norman Simon (de) / Hans Hugenholtz  | Non classé      |
| 2004  | Dome S101                  | Racing for Holland     | Justin Wilson / Ralph Firman         | Non classé      |
| 2005  | Spyker C8 Spyder GT2-R     | Spyker Squadron BV     | Donny Crevels / Peter Van Merksteijn | Abandon         |
| 2006  | Spyker C8 Spyder GT2-R     | Spyker Squadron BV     | Donny Crevels / Peter Dumbreck       | Abandon         |
| 2009  | Spyker C8 Laviolette GT2-R | Snoras Spyker Squadron | Jeroen Bleekemolen / Jarek Janis     | 25e (5e en GT2) |

## Résultats au Rallye Dakar
Résultats au Rallye Dakar en catégorie auto (pilote ou copilote),
- 2009 : 71e sur Bowler Nemesis (copilote de Tim Coronel)
- 2015 : Disqualifié  sans copilote
- 2016 : Abandon à la 4e étape sans copilote
- 2017 : 58e sur Suzuki sans copilote
- 2018 : 35e sur Jefferies (copilote de Tim Coronel)
- 2019 : 42e sur Maxxis (copilote de Tim Coronel)
- 2020 : 28e sur Jefferies (copilote de Tim Coronel)
- 2021 : 26e sur Jefferies (copilote de Tim Coronel)
- 2022 : Abandon à la 7e étape sur Century (copilote de Tim Coronel)
- 2023 : 42e en catégorie auto (T1) sur Century (copilote de Tim Coronel), 113e au scratch
- 2024 : 22e en catégorie auto (T1) sur Century (copilote de Tim Coronel), 43e au scratch